# Vittoria Guazzini
Vittoria Guazzini (Pontedera, 26 de dezembro de 2000) é uma desportista italiana que compete em ciclismo nas modalidades de pista e rota. Ganhou uma medalha de bronze no Campeonato Europeu de Ciclismo em Pista de 2019, na prova de perseguição por equipas.

## Medalheiro internacional
| Campeonato Europeu | Campeonato Europeu         | Campeonato Europeu | Campeonato Europeu      |
| Ano                | Lugar                      | Medalha            | Competição              |
| ------------------ | -------------------------- | ------------------ | ----------------------- |
| 2019               | Apeldoorn ( Países Baixos) | Medalha de bronze  | Perseguição por equipas |